# Kulturbund Deutscher Juden

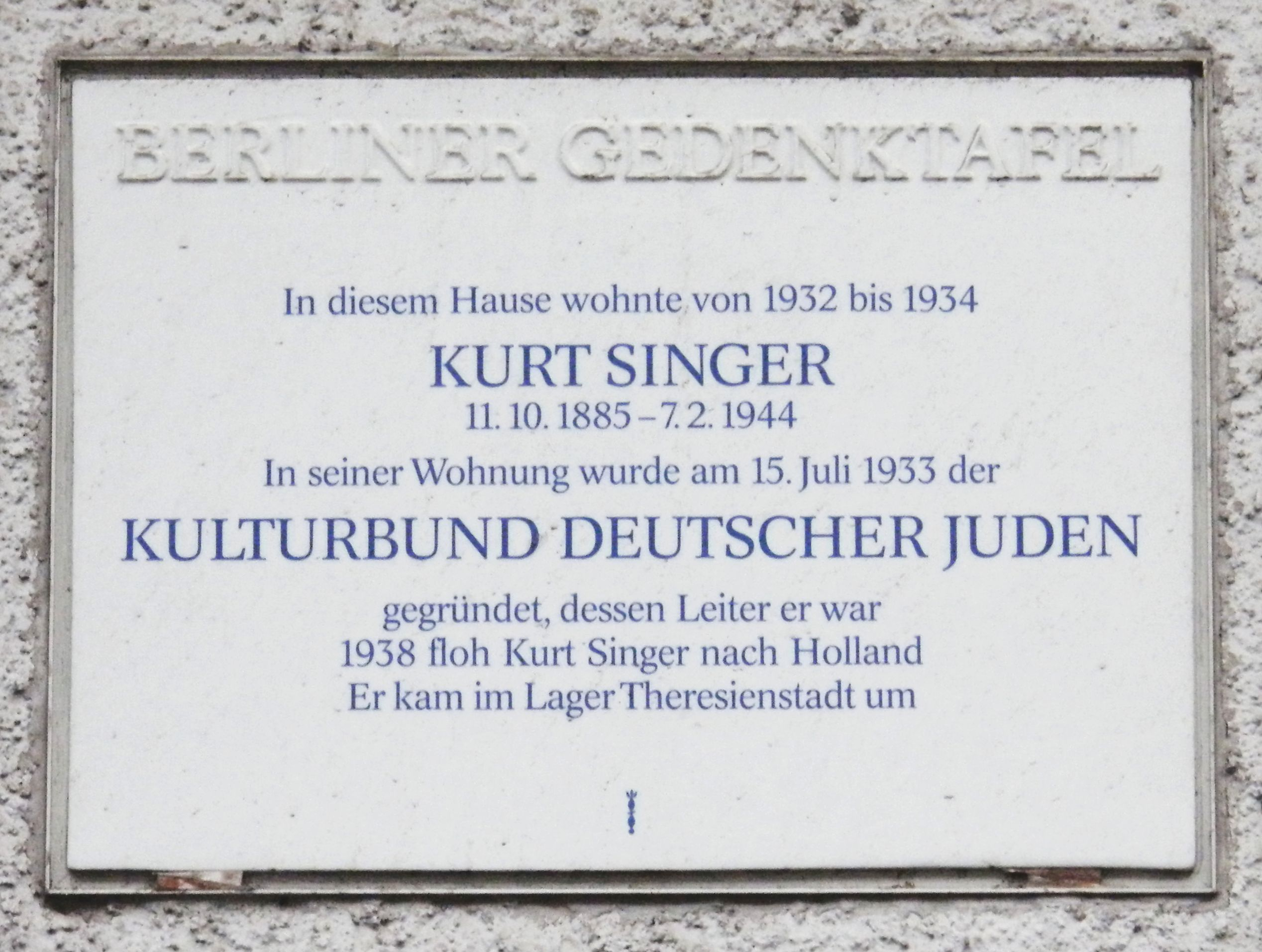
Berliner Gedenktafel: Kurt Singer und der Kulturbund Deutscher Juden

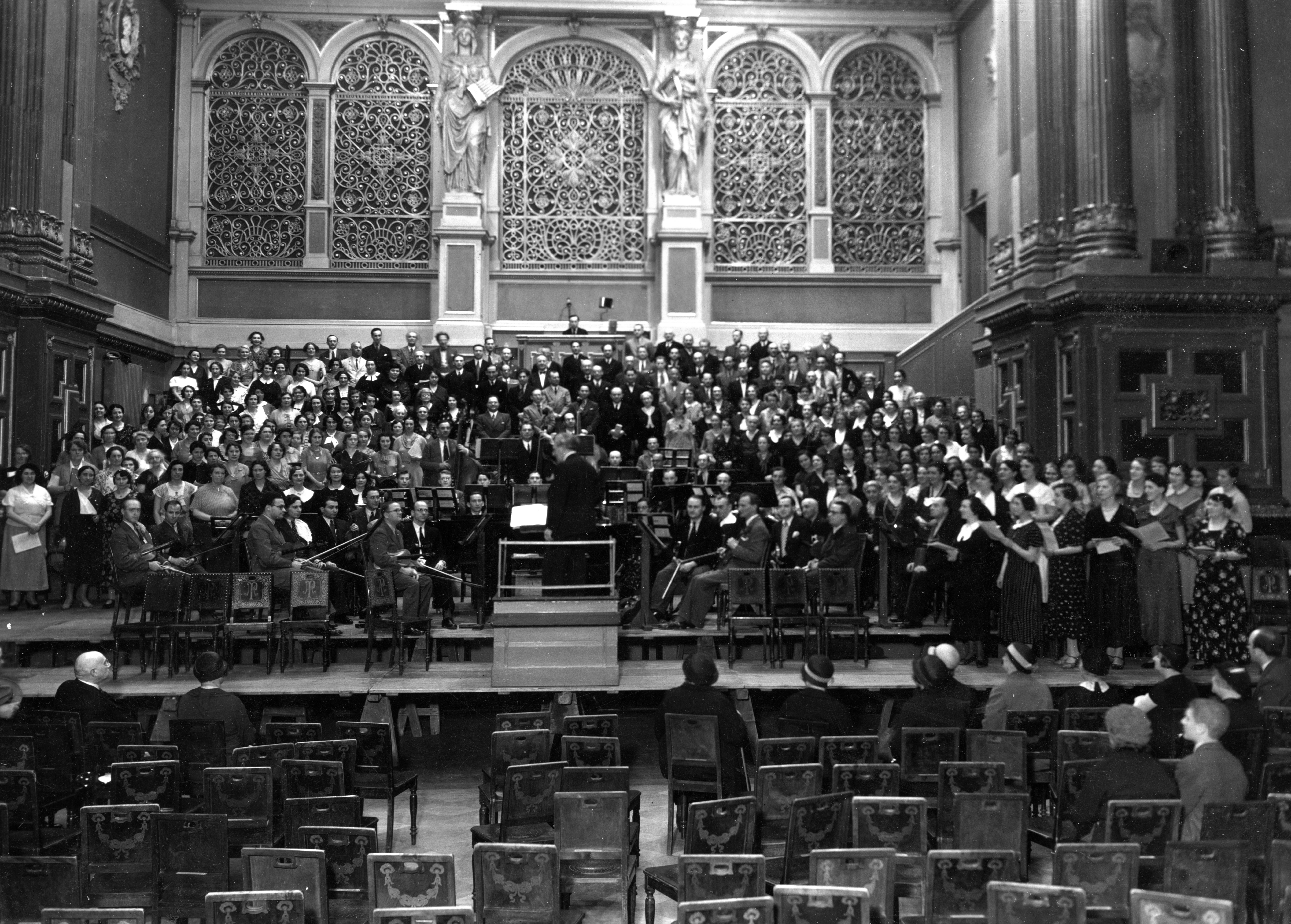
Kurt Singer dirigiert Judas Maccabaeus mit dem Orchester des Kulturbundes Deutscher Juden in der Berliner Philharmonie, Bernburger Straße, am 7. und 8. Mai 1934

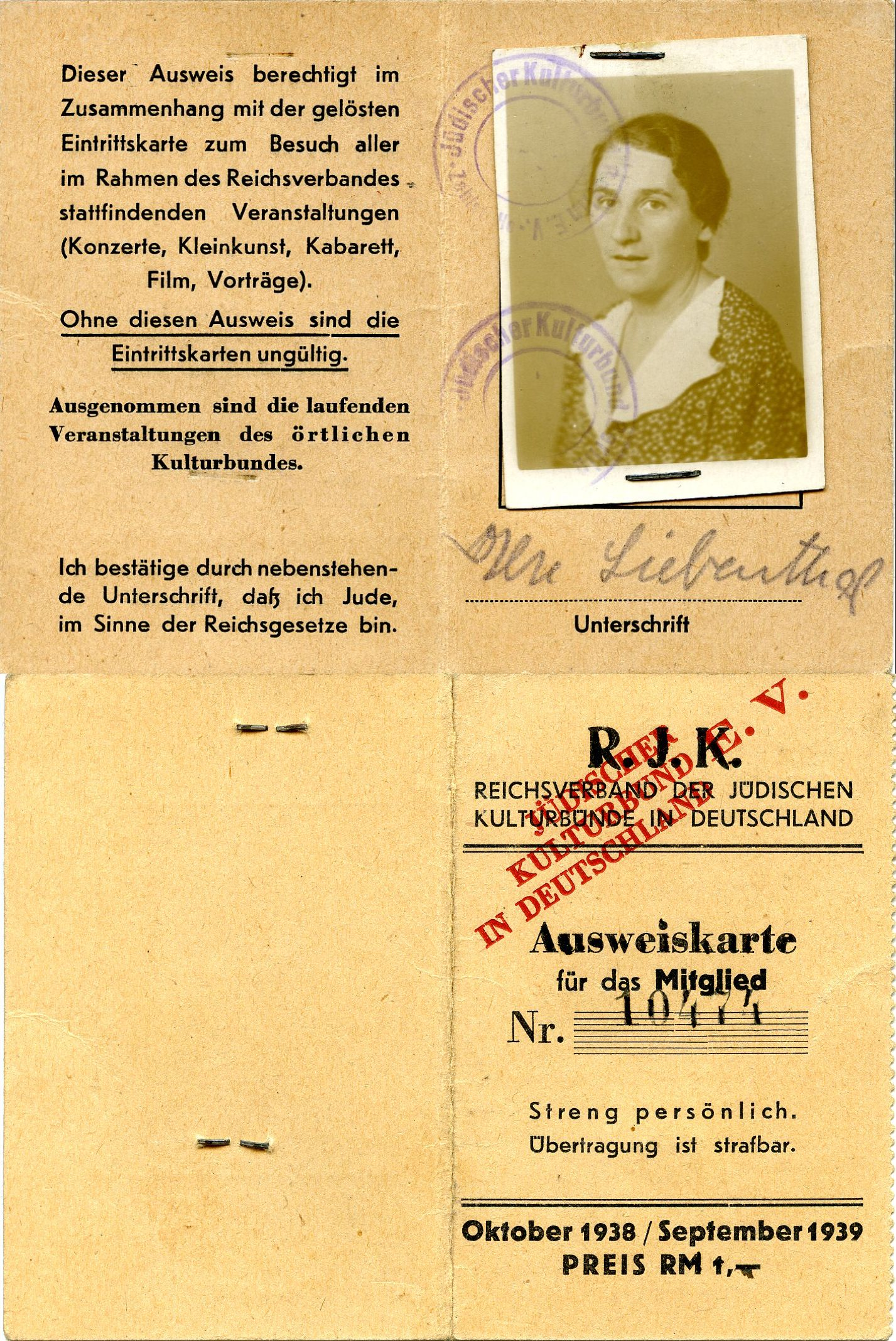
Ilse Liebenthals (1910–1992) Mitgliedsausweis (1938–39).

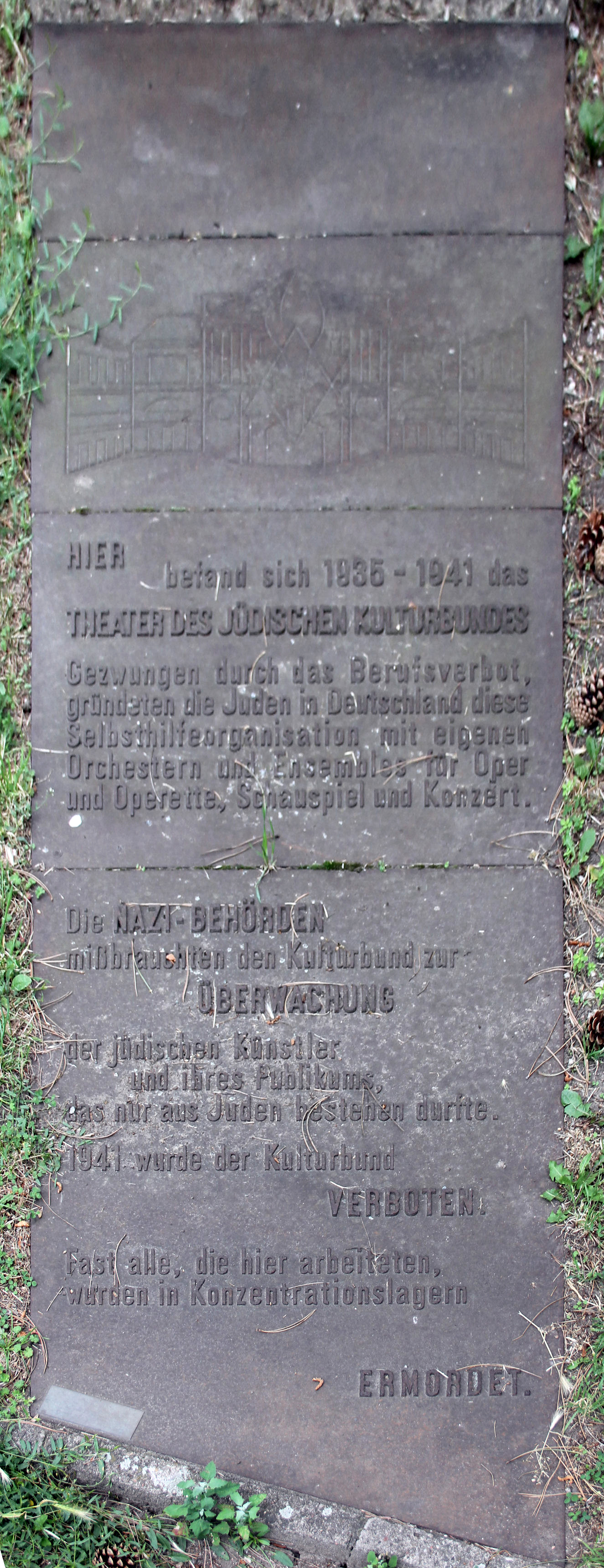
Gedenktafel, Kommandantenstraße 58 nahe dem Standort des zerstörten Herrnfeld-Theaters in Berlin-Kreuzberg

Der Kulturbund Deutscher Juden, ab April 1935 Jüdischer Kulturbund, war im nationalsozialistischen Deutschland eine von jüdischen Initiatoren ins Leben gerufene Selbsthilfeorganisation für vom Berufsverbot betroffene jüdische Künstler. Behördlich wurde der Kulturbund bis 1941 geduldet und zur Kontrolle und Isolierung der jüdischen Künstler eingesetzt.

## Geschichte
Der Kulturbund wurde im Juli 1933 in Berlin als Reaktion auf die zuvor erfolgten Entlassungen jüdischer Künstler aus den staatlichen Kulturbetrieben infolge des Berufsbeamtengesetzes gegründet. Initiatoren des Bundes, der zunächst die Bezeichnung Kulturbund Deutscher Juden 1933 trug, waren der Regisseur Kurt Baumann und der Neurologe, Musikwissenschaftler sowie ehemalige Intendant der Städtischen Oper Berlin Kurt Singer. In den ersten Jahren traten dem Berliner Kulturbund etwa 20.000 Mitglieder bei.
Als Ausgrenzungsprodukt und Selbsthilfeorganisation hatte der Bund mit dem besonderen „jüdischen“ Kunstwollen, das die Nationalsozialisten dem Bund später propagandistisch zuschrieben, von jüdischer Seite her nichts zu tun. Der durch Mitgliedsbeiträge finanzierte Bund sollte den arbeitslosen Künstlern in erster Linie neue Erwerbsmöglichkeiten verschaffen. Die ursprüngliche Bezeichnung Kulturbund Deutscher Juden musste im April 1935 aufgegeben werden, da eine Verknüpfung der Worte „deutsch“ und „jüdisch“ politisch unerwünscht war. Er musste umbenannt werden in Jüdischer Kulturbund.
Dem Vorbild der Berliner Gründung folgten Kulturbünde in zahlreichen weiteren Städten. 1935 gab es mehr als 36 regionale und lokale Kulturbünde mit etwa 70.000 Mitgliedern. Die Einzelbünde wurden gezwungen, sich bis zum August 1935 im Reichsverband jüdischer Kulturbünde in Deutschland (RJK) zusammenzuschließen. Der RJK wurde dem Reichsministerium für Volksaufklärung und Propaganda unterstellt. Die Veranstaltungen des Bundes, die der Zensur unterlagen und von der Gestapo überwacht wurden, mussten einzeln vom Reichskulturwalter Hans Hinkel genehmigt werden. Um die Tätigkeit der Kulturbünde zu sichern, richtete der RJK darüber hinaus eine Selbstzensur ein. Im Juli 1937 waren unter dem Dach des RJK 120 selbstständige Organisationen, darunter auch Synagogen und Kulturvereine, vereinigt.
Veranstaltungen des Kulturbundes fanden vor allem in Berlin fast täglich statt. 1933–1935 waren in Berlin das Berliner Theater und danach das Gebrüder-Herrnfeld-Theater, Kommandantenstraße 57, ihre Spielorte. Regisseur der ersten Berliner Aufführung am 1. Oktober 1933, gespielt wurde Lessings Nathan der Weise, war Karl Löwenberg, die Titelrolle spielte Kurt Katsch.
1935 wurde die Berliner Kulturbund-Oper unter Leitung Kurt Singers gegründet. Auch der Hamburger Kulturbund war sehr aktiv. Das Veranstaltungsprogramm umfasste Theater- und Opernaufführungen, Konzerte, Kleinkunstveranstaltungen, Filmvorführungen, Vorträge und Ausstellungen. Zu den Künstlern, die dabei auftraten, gehörten u. a. Julius Bab, Alfred Dreifuß, Arthur Eloesser, Erna Feld und Leo Menter.
Um jeden Austausch zwischen der jüdischen und der nicht-jüdischen Kulturwelt zu unterbinden, wurden Nicht-Juden bei den Veranstaltungen des Kulturbundes weder als Besucher noch als Mitwirkende zugelassen. Auch durfte der Kulturbund im Rahmen seiner Veranstaltungen immer seltener Arbeiten solcher Autoren und Komponisten aufführen, die als besonders „deutsch“ galten. Innerhalb der jüdischen Öffentlichkeit wurde über diese Situation eines geistigen Gettos kontrovers diskutiert.
Auf die Novemberpogrome 1938 folgte die zwangsweise Schließung der meisten Einrichtungen. Nur der Berliner Kulturbund erhielt aus propagandistischen Gründen von Joseph Goebbels die Erlaubnis, weiter tätig zu sein. Der RJK wurde 1939 aufgelöst, an seine Stelle trat der aus dem Berliner Kulturbund hervorgegangene „Jüdische Kulturbund in Deutschland e. V.“, der alle jüdischen Kulturveranstaltungen verantwortete und selbst durchführte. Außerhalb von Berlin fanden damit nur noch selten Veranstaltungen statt. Die Flucht vieler bedeutender jüdischer Künstler trug ein Übriges zum Niedergang des Kulturbundes bei. Am 11. September 1941 wurde der Bund von der Gestapo aufgelöst. Viele seiner Mitglieder und Funktionäre, darunter auch der Gründer, Kurt Singer, wurden deportiert und im Holocaust ermordet.